# 莫万五
莫万五（?—?），元朝反元起事军领袖，湖广行中书省人。
元顺帝至正八年（1348年），莫万五、蛮雷起兵反抗元朝，被元朝朝廷称之为土寇。四月，湖广的章伯颜率领兵马擒获了莫万五、蛮雷等人，平定了这次起事，同时广西峒人乘机攻打元朝州县，章伯颜失败退走。这次起事和同年的锁火奴、兀颜拨鲁欢之乱都是元末民变先声。